# Cenopalpus halperini
Cenopalpus halperini är en spindeldjursart som beskrevs av Castagnoli 1987. Cenopalpus halperini ingår i släktet Cenopalpus och familjen Tenuipalpidae. Inga underarter finns listade i Catalogue of Life.